# Roland Gift
Roland Lee Gift, più conosciuto come Roland Gift e come membro dei Fine Young Cannibals e degli Akrylykz (Birmingham, 28 maggio 1961), è un musicista e attore britannico.

## Biografia
Gift è nato a Birmingham, da madre bianca e padre nero, ma cresciuto a Kingston upon Hull dove sua madre, Pauline, gestiva alcuni negozi di vestiti usati.
Ha frequentato la Kelvin Hall School di Kingston upon Hull. Ha due sorelle, Helga e Ragna.

## Akrylykz e Fine Young Cannibals
La prima registrazione, nella quale suona il sassofono, è stata fatta con il gruppo Ska di Kingston upon Hull, gli Akrylykz, la seconda è stata realizzata alla Red Rhino Records nelle vicinanze di York. Nonostante questa registrazione non abbia avuto successo, portò Gift all'attenzione di Andy Cox e David Steele dei The Beat. Gli Akrylykz andarono in tour con i The Beat, i quali lo portarono verso di loro intorno al 1985 chiedendogli di diventare il cantante del loro nuovo gruppo Fine Young Cannibals dopo che il vecchio gruppo, The Beat, si era sciolto. Egli è stato anche un artista ospite nel singolo "Time is Tight" degli "Ska City Rollers".

## Carriera da solista
Nel 2002 Gift realizza un suo album da solista, incidendo il singolo "It's Only Money". Nel 2007 si trovava in uno studio di registrazione al lavoro su un album successivo. Il 13 febbraio 2012 Gift si è presentato alla BBC Radio Solent promuovendo alcuni concerti e un potenziale album per il 2012 che doveva essere la colonna sonora di un film nel quale Gift doveva essere coinvolto. Durante lo spettacolo fu cantata "The Prisoner" e Roland disse che questa canzone sarebbe stata inclusa nell'album. Egli ha anche partecipato al "Jools Holland's 20th annual 'Hootenanny' show" che è andato in onda la notte tra il 31 dicembre 2012 e il 1º gennaio 2013 alla BBC Two, l'ultimo ad essere stato registrato al "BBC Television Center". Durante quell'evento Gift ha cantato i brani "Good Thing" e "Suspicious Minds" dei Fine Young Cannibals.

## Recitazione

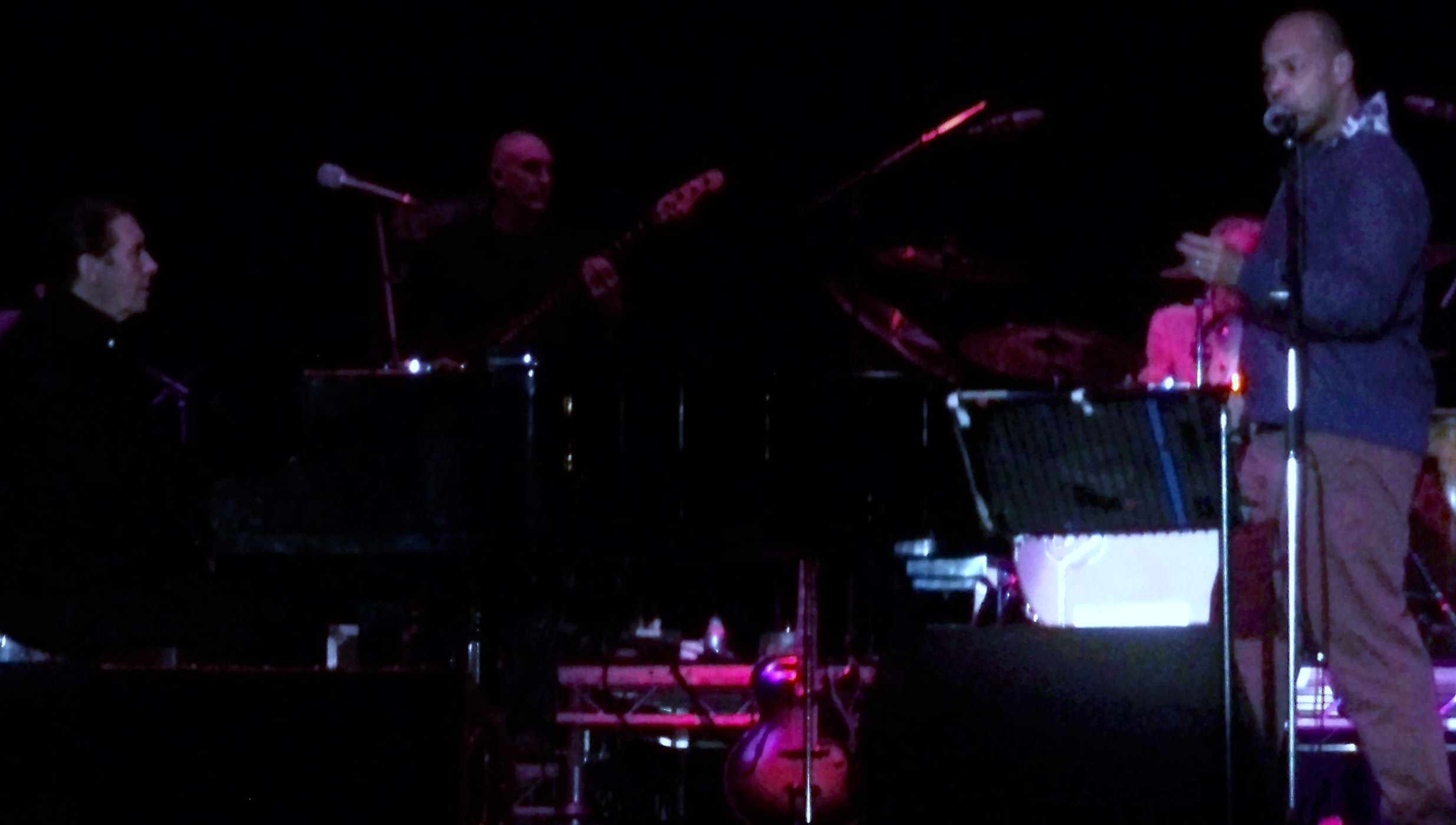
Roland Gift che canta alla GuilFest del 2011

Nel 1987 Gift ha fatto la sua prima apparizione sullo schermo nel film Sammy e Rosie vanno a letto. Nel 1990 ha fatto il suo esordio teatrale, interpretando Romeo nella tragedia di Shakespeare Romeo e Giulietta in una produzione del Hull Truck Theatre, che ha avuto anche una piccola parentesi negli Stati Uniti al Staller Center for the Arts. È apparso anche come cantante lounge (cantando motivi che erano inclusi nell'album The Raw and the Cooked dei Fine Young Cannibals) nel film Tin Men - Due imbroglioni con signora, diretto da Barry Levinson.
Nel 1989 ha recitato in Scandal - Il caso Profumo, nei panni di Johnny Edgecombe, fidanzato di Christine Keeler. Nel 1993 ha fatto la prima di una serie di apparizioni come l'immortale Xavier St. Cloud nella serie televisiva Highlander ed è apparso pure in un episodio della serie televisiva Heartbeat della ITV Yorkshire. Altra apparizione degna di nota è quella nel film The Island of the Mapmaker's Wife.

## Discografia

### Album
- Roland Gift (2002)

### Singoli
- It's Only Money (Album "Roland Gift") (2002)
- Crushed (come Roland Lee Gift) (2009)

## Filmografia

### Attore

#### Cortometraggi
- Money (2006)

#### Lungometraggi
- Out of Order (1987)
- Tin Men - Due imbroglioni con signora (Tin Men), regia di Barry Levinson (1987)
- Sammy e Rosie vanno a letto (Sammy & Rosie Get Laid), regia di Stephen Frears (1987)
- Scandal - Il caso Profumo (1989)
- The Island of the Mapmaker's Wife (2001)
- Ten Minutes Older: The Cello (2002)

#### Film TV
- Painted Lady (1997)

#### Serie TV
- No. 73 (2 episodi - interpretando se stesso nei Fine Young Cannibals) (1985-1986)
- Top of the Pops (9 episodi - interpretando se stesso nei Fine Young Cannibals) (1985-1989)
- Tocata (1 episodio - interpretando se stesso nei Fine Young Cannibals) (1986)
- Late Night with David Letterman (1 episodio - interpretando se stesso) (1986)
- Star Test (1 episodio - interpretando se stesso) (1989)
- Pero ¿esto qué es? (2 episodi - interpretando se stesso nei Fine Young Cannibals) (1989-1990)
- Heartbeat (1 episodio) (1993)
- Highlander (5 episodi) (1993-1997)

#### Special TV
- The Robbie Coltrane Special (interpretando se stesso) (1989)

### Musicista

#### Documentari
- Saturday Night Live in the '80s: Lost & Found (scrittore: "She Drives Me Crazy") (2005)

#### Lungometraggi
- Thrashin' (autore: "Coldn't Care More") (1986)
- Tin Men - Due imbroglioni con signora (testi: "Social Security", "Good Thing", "Hard as It Is", "Tell Me What") (1987)
- Chi protegge il testimone (autore: "Johnny Come Home") (1987)
- Corso di anatomia (autore: "She Drives Me Crazy") (1989)
- Il racconto dell'ancella (autore: "Johnny Come Home") (1990)
- La fortuna bussa alla porta, il problema è farla entrare (scrittore: "Good Thing") (1990)
- Beautiful Girls (esecutore: "That's How Strong My Love Is") (1996)
- Io ballo da sola (autore: "Say It Ain't So"; esecutore: "Say It Ain't So") (1996)
- Un amore speciale (autore: "She Drives Me Crazy") (1999)
- Hope Springs (esecutore: "Look For Hope") (2003)
- Hitch - Lui sì che capisce le donne (scrittore: "She Drives Me Crazy") (2005)
- Arrivederci amore, ciao (autore: "She Drives Me Crazy") (2006)
- Niente velo per Jasira (autore: "She Drives Me Crazy") (2007)
- Doomsday - Il giorno del giudizio (scrittore: "Good Thing") (2008)
- È complicato (autore: "Good Thing") (2009)
- Piacere, sono un po' incinta (autore: "She Drives Me Crazy") (2010)

#### Serie TV
- Highlander (autore: "She Drives Me Crazy") (1993)
- Alias ("Looking for a Friend") (2001)
- My Name is Earl (autore: "She Drives Me Crazy" - non accreditato) (2007)
- David Letterman Show (autore: "She Drives Me Crazy" - non accreditato) (2011)

### Sceneggiatura

#### Cortometraggi
- Money (2006)

## Teatro

### Attore
- Romeo e Giulietta (1990)